# Kaō

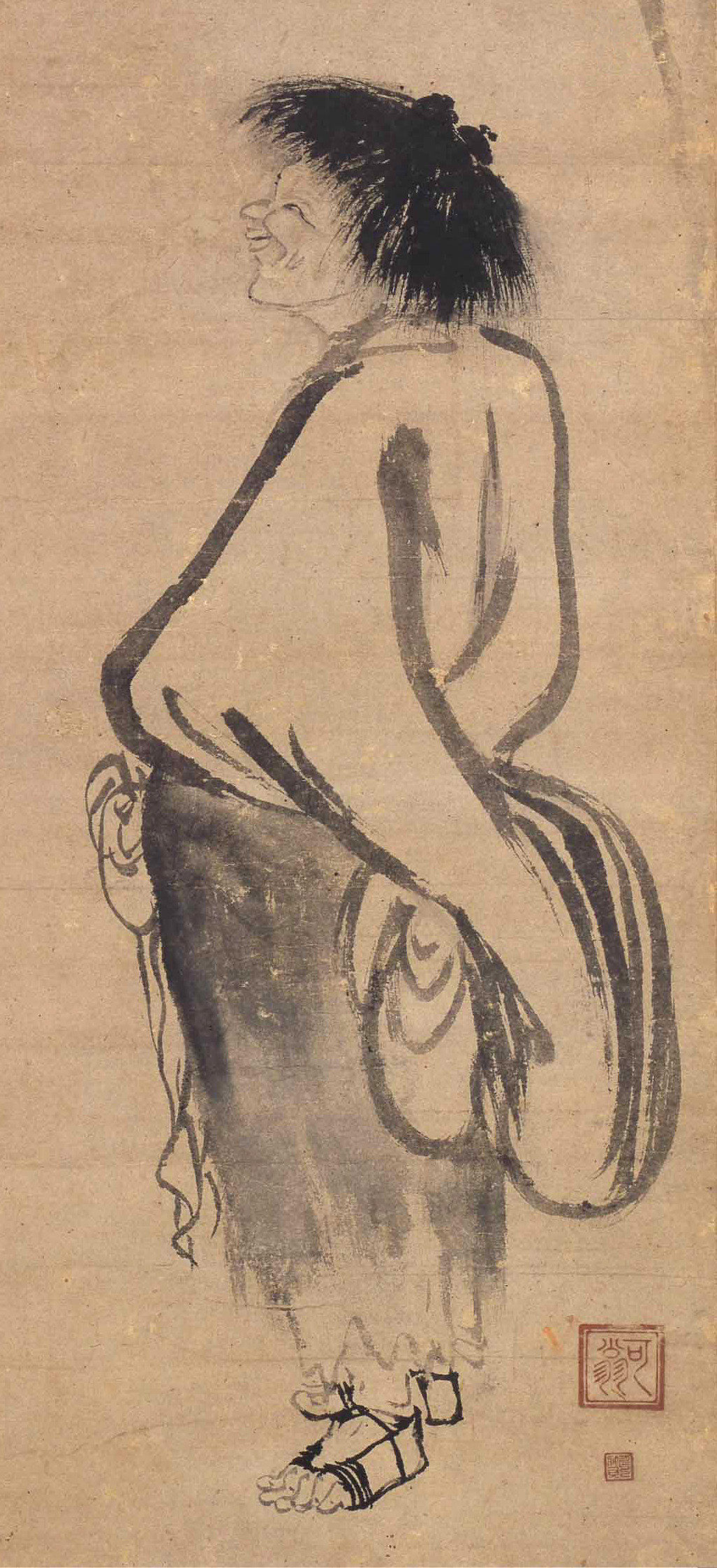
Porträtt av Kanzan.

Kaō, född omkring 1288, död omkring 1335, var en japansk målare.
Kaōs ursprung är okänt, men han hade tidigare vistats i Kina. Han var zenbuddhistisk munk och den förste företrädaren i Japan för den kinesiska sungstilens tuschmåleri och blev därigenom av stor konsthistorisk betydelse. Några av hans bilder har bevarats, vilka hör till zenmåleriets bästa.